# Chromis ovalis
Chromis ovalis là một loài cá biển thuộc chi Chromis trong họ Cá thia. Loài này được mô tả lần đầu tiên vào năm 1900.

## Từ nguyên
Tính từ định danh ovalis trong tiếng Latinh mang nghĩa là "có hình bầu dục", hàm ý đề cập đến hình dạng cơ thể (bầu dục thuôn dài) của loài cá này.

## Phạm vi phân bố và môi trường sống
C. ovalis là một loài đặc hữu của quần đảo Hawaii, sau đó được ghi nhận thêm tại rạn san hô vòng Midway gần đó. C. ovalis thường hợp thành đàn lớn trên các rạn san hô, được quan sát và thu thập ở độ sâu khoảng 5–161 m.

## Mô tả
C. ovalis có chiều dài cơ thể lớn nhất được ghi nhận là 15 cm. Cơ thể của C. ovalis có màu vàng lục hơi ánh màu đồng, nhưng khi nhìn xa sẽ là màu xám. Có một đốm đen ở gốc vây ngực. Cá con có màu xanh lam óng với vây lưng và vùng lưng màu vàng.
Số gai ở vây lưng: 14; Số tia vây ở vây lưng: 11–13; Số gai ở vây hậu môn: 2; Số tia vây ở vây hậu môn: 12–13; Số gai ở vây bụng: 1; Số tia vây ở vây bụng: 5.

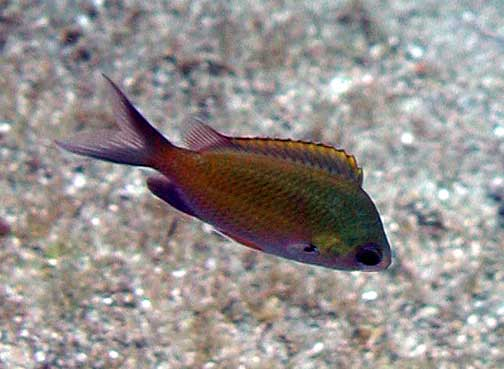
Cá trưởng thành
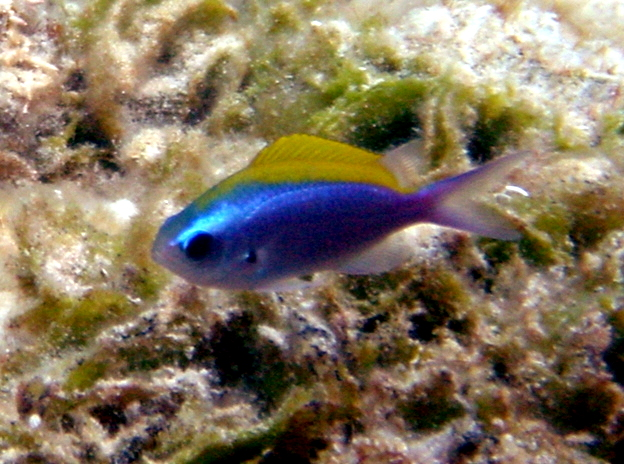
Cá con

## Sinh thái học
Thức ăn của C. ovalis chủ yếu là các loài động vật phù du, nhưng cũng bao gồm ấu trùng của giun nhiều tơ, các loài thuộc bộ Siphonophorae và phân ngành Sống đuôi, cũng như trứng của những loài cá khác.
Cá đực có tập tính bảo vệ và chăm sóc trứng; trứng có độ dính và bám vào nền tổ. Thời điểm sinh sản của C. ovalis diễn ra từ tháng 2 đến tháng 5.
C. ovalis cũng thường hay lẫn vào đàn của Chromis verater, cũng là một loài đặc hữu của Hawaii. Tuy nhiên, C. ovalis có xu hướng sống ở vùng nước nông hơn, còn C. verater khá phổ biến ở vùng nước sâu.